# Norzagaray
Norzagaray ist eine philippinische Stadtgemeinde in der Provinz Bulacan, in der Verwaltungsregion III, Central Luzon. Nach dem Zensus von 2015 hatte Norzagaray 111.348 Einwohner, die in 13 Barangays lebten. Sie wird als Gemeinde der ersten Einkommensklasse auf den Philippinen und als teilweise urbanisiert eingestuft.
Norzagarays Nachbargemeinden sind San Jose del Monte City und Rodriguez im Süden, General Nakar im Osten, Santa Maria im Osten, Angat im Nordwesten und Doña Remedios Trinidad im Norden. Die Topographie der Stadt ist gekennzeichnet durch das Gebirge der Sierra Madre.
Auf dem Gebiet der Gemeinde liegt der Angat-Staudamm, der den 37 Kilometer langen Angat-Stausee aufstaut. Dieser ist die bedeutendste Quelle von Trinkwasser für die Hauptstadtregion Metro Manila. Zu dessen Schutz wurde das 57.891 Hektar große Naturschutzgebiet Angat Watershed Forest Reserve eingerichtet.

## Baranggays
| - Bangkal - Baraka - Bigte - Bitungol - Friendship Village Resources - Matictic - Minuyan | - Partida - Pinagtulayan - Poblacion - San Lorenzo - San Mateo - Tigbe |

## Galerie

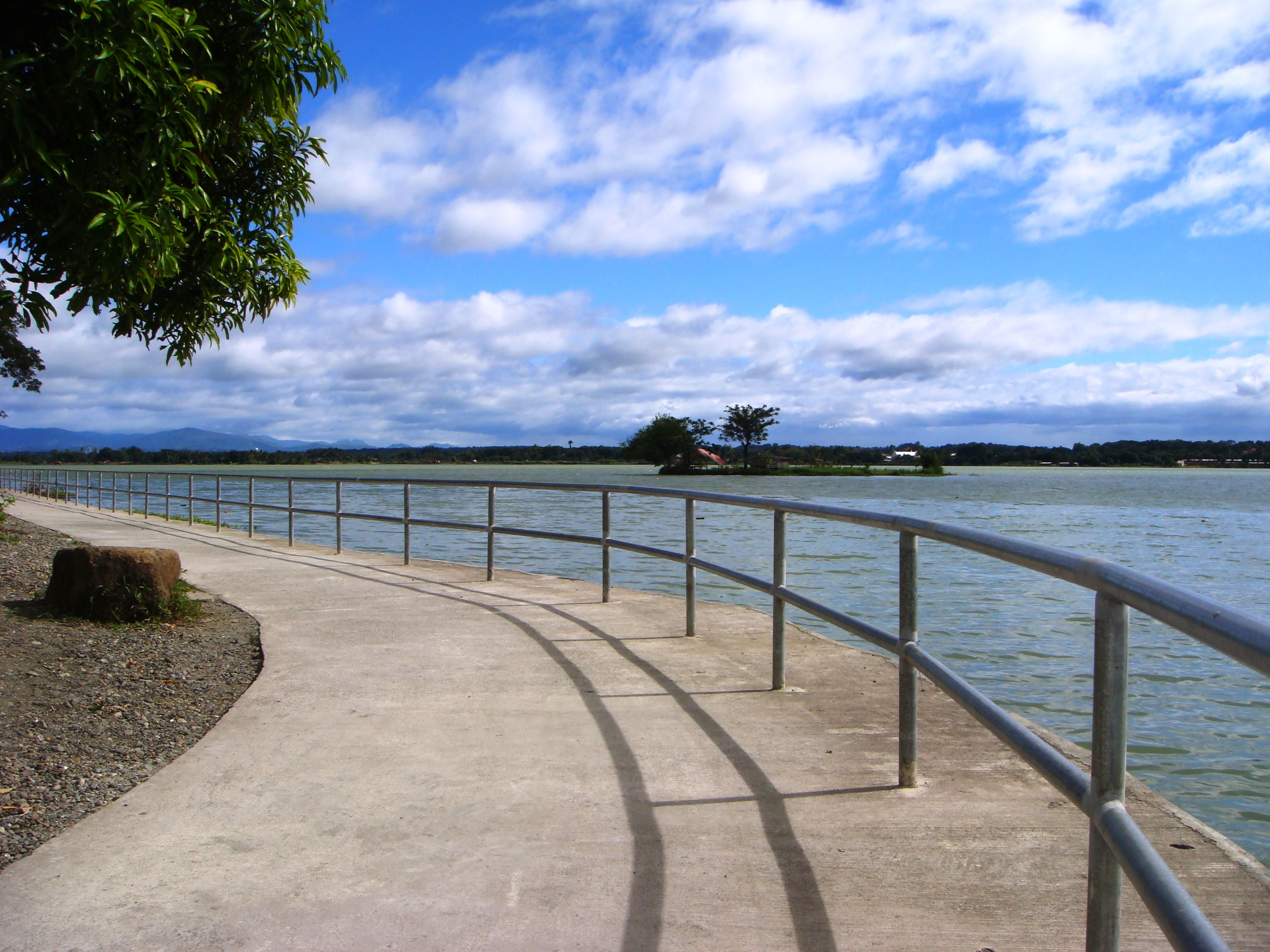
Dammkrone des Angat-Staudamms
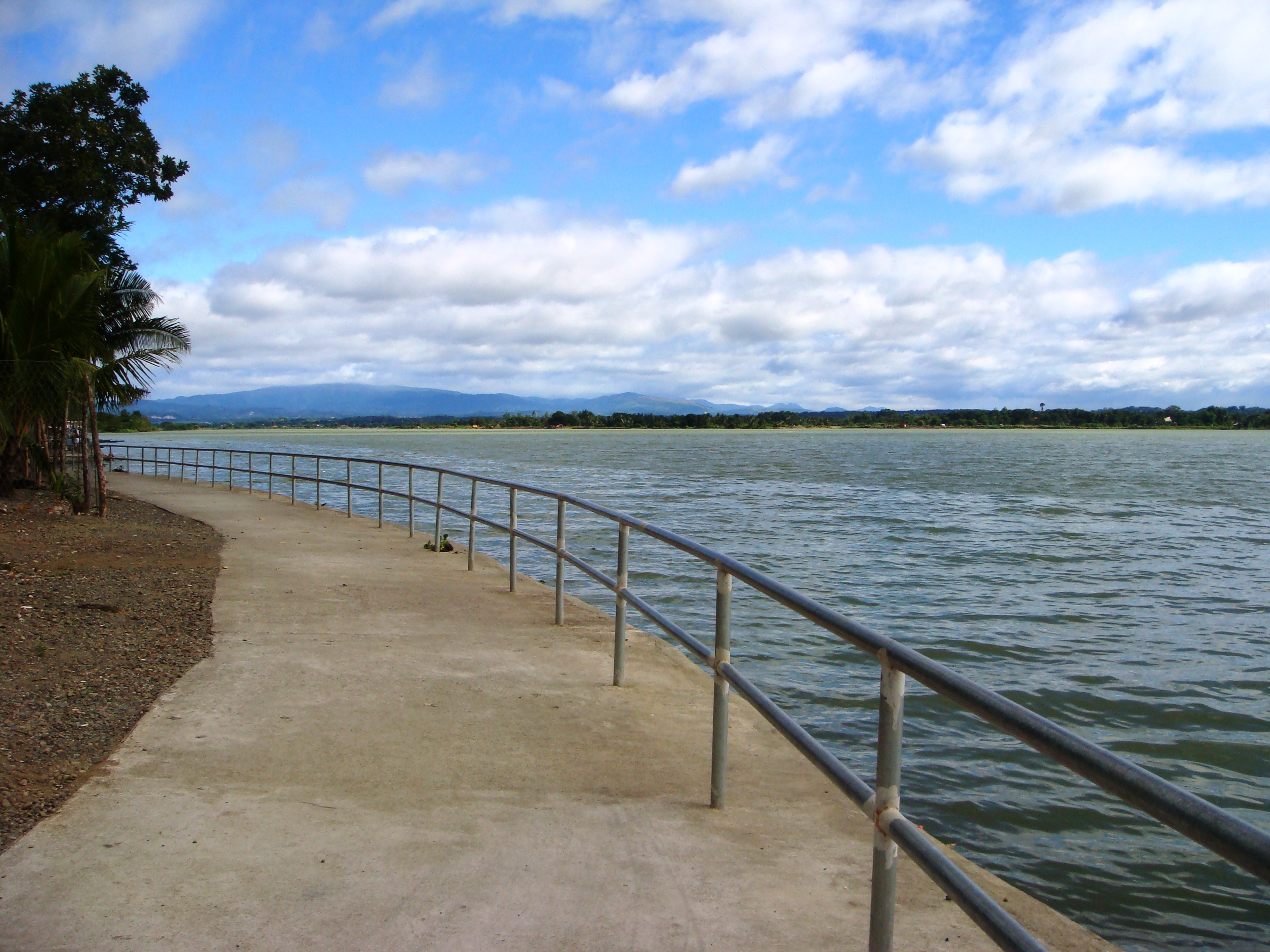
Dammkrone des Angat-Staudamms
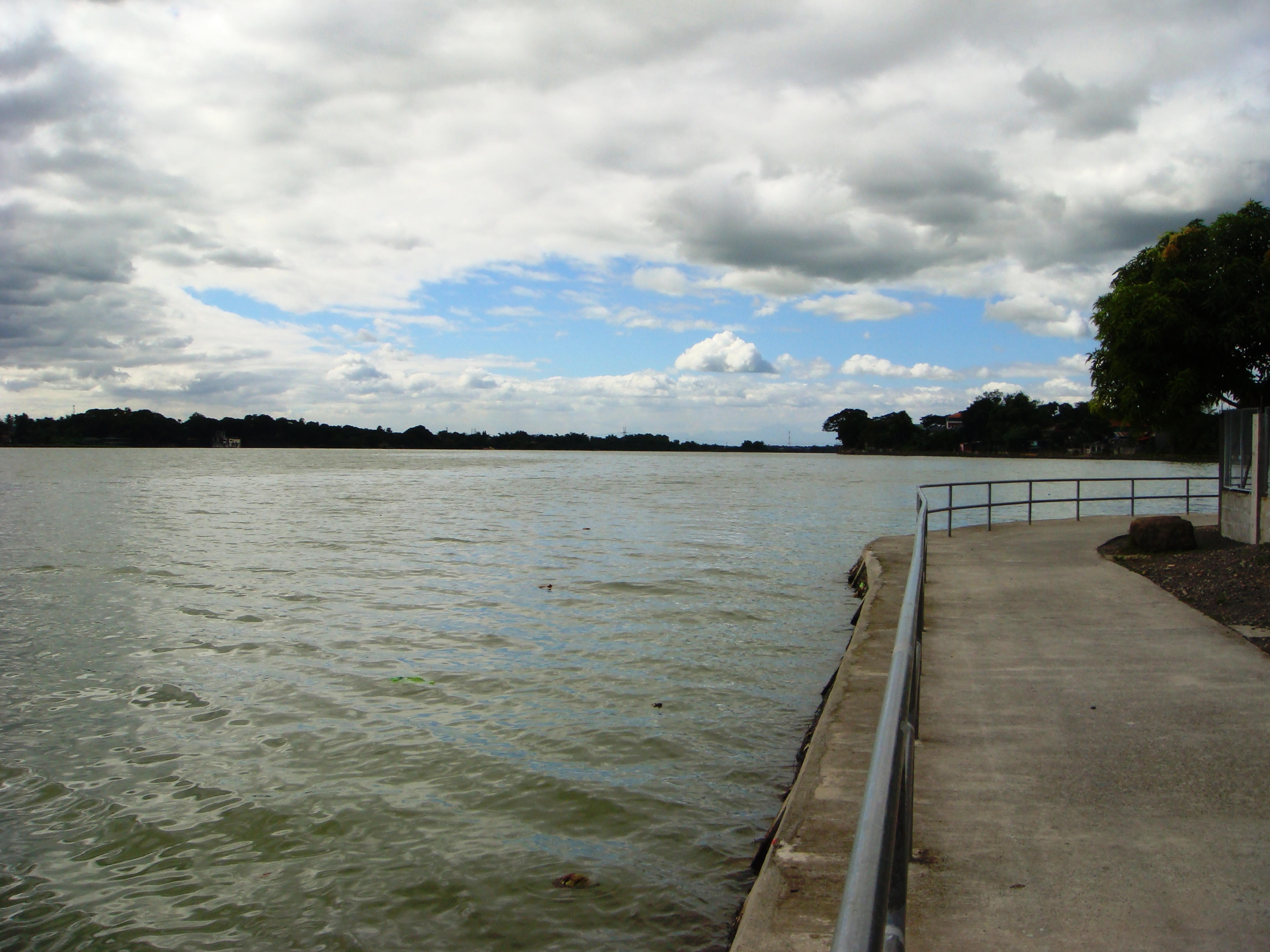
Angat-Stausee